# Proplatycnemis pseudalatipes
Proplatycnemis pseudalatipes is een juffer uit de familie van de breedscheenjuffers (Platycnemididae).
De soort staat op de Rode Lijst van de IUCN als onzeker, beoordelingsjaar 2008.
De wetenschappelijke naam van de soort werd in 1951 als Platycnemis pseudalatipes gepubliceerd door Schmidt.